# Gnamptogenys laevior
Gnamptogenys laevior är en myrart som först beskrevs av Auguste-Henri Forel 1905.  Gnamptogenys laevior ingår i släktet Gnamptogenys och familjen myror. Inga underarter finns listade i Catalogue of Life.